# Tonnoidea
Tonnoidea — надсемейство морских улиток, морских брюхоногих моллюсков отряда Littorinimorpha.. Это надсемейство включает в себя множество очень крупных видов. Большинство видов плотоядные, охотящиеся на донных беспозвоночных (особенно иглокожих).

## Семейства
Надсемейство включает следующие семейства:
- Bursidae
- Cassidae
- Charoniidae
- Cymatiidae
- Laubierinidae
- Personidae
- Ranellidae
- Thalassocyonidae
- Tonnidae